# Журнал «Хастлер» против Фалуэлла
Журнал «Хастлер» против Фалуэлла (англ. Hustler Magazine, Inc. v. Falwell, полное название дела Hustler Magazine and Larry C. Flynt, Petitioners v. Jerry Falwell) — дело, рассмотренное Верховным судом Соединённых Штатов, в котором суд постановил, что Первая и Четырнадцатая поправки к Конституции США не позволяют общественным деятелям требовать возмещения ущерба за умышленное причинение эмоциональных страданий, если эмоциональные страдания были вызваны карикатурой, пародией или сатирой на общественного деятеля, которые разумный человек не мог бы интерпретировать как фактические. Суд единогласно 8 голосами вынес решение в пользу журнала «Хастлер». В решении указано, что пародийная публикация в журнале, изображающая телепроповедника и политического комментатора Джерри Фалуэлла совершающим инцест в пьяном виде, защищается правом свободно выражать своё мнение, поскольку Фалуэлл был общественным деятелем, и пародия не могла рассматриваться в качестве правдоподобной разумным человеком. Таким образом, суд постановил, что эмоциональное расстройство, вызванное у Фалуэлла публикацией, не является достаточной причиной для отказа от защиты свободы слова, гарантированной первой поправкой к Конституции США, для критики лиц, занимающих государственные должности или являющихся общественными деятелями.

## Подоплёка дела
Известный своими откровенными фотографиями обнажённых женщин, грубым юмором и политической сатирой, журнал Hustler, издаваемый Ларри Флинтом, опубликовал в ноябрьском номере 1983 года пародию на Джерри Фалуэлла, известного консервативного христианского телепроповедника и политического комментатора. Пародия подражала популярной рекламной кампании итальянского ликёра Campari, шедшей в то время, в которой были представлены краткие интервью с различными знаменитостями, начинавшиеся с вопроса о том как это было в «первый раз», имевшем двойное истолкование и предназначенном для создания впечатления, что знаменитости говорят о своём первом сексуальном опыте, в то время как в конце выяснялось, что разговор шёл о первой дегустации Кампари.
Пародия «Хастлера», созданная писателем Терри Абрахамсоном и арт-директором Майком Солсбери, включала фотографию Фалуэлла и стенограмму пародийного интервью, где, не понимая вопрос интервьюера о его первом разе, «Фалуэлл» случайно делится сведениями о его первом сексуальном опыте, кровосмесительном свидании со своей матерью во дворе своего дома, в то время как «обе наших богобоязненные задницы были пьяны от Кампари». В интервью «Фалуэлл» продолжает рассказывать, что он был настолько пьян, что ему показалось, что «мама выглядела лучше, чем баптистская шлюха с пожертвованием в размере 100 долларов», и он решил заняться с ней сексом, потому что она «показала всем другим парням в городе, что значит хорошо провести время». Когда собеседник спросил, действительно ли Фалуэлл попробовал «это», снова неправильно интерпретировав намерение интервьюера, «Фалуэлл» ответил: «Конечно … много раз». Наконец, интервьюер прояснил смысл своих вопросов, спросив будет ли Фалуэлл снова пробовать Кампари. «Фалуэлл» ответил: «Я все время выпиваю, прежде чем я выхожу за кафедру. Ты же не думаешь, что я могу нести все это дерьмо трезвым?».
В рекламе была напечатана небольшая надпись в нижней части страницы, в которой говорилось: «Пародийная публикация — не воспринимать всерьёз».
Фалуэлл подал в суд на Флинта, журнал Hustler и дистрибьюторскую компанию Flynt в окружной суд Соединённых Штатов в Западном округе Вирджиния за клевету, вторжение в частную жизнь и умышленное причинение эмоционального страдания. До рассмотрения дела суд удовлетворил ходатайство Флинта и вынес предварительное решение в отношении обвинения о вторжении в частную жизнь, оставшиеся два обвинения были рассмотрены в судебном разбирательстве. По требованию о клевете присяжные встали на сторону Флинта, заявив, что пародия не может «разумно пониматься как описание действительных фактов [о Фалуэлле] или реальных событий, в которых [он] участвовал». По требованию о возмещении умышленно причинённого эмоционального расстройства, жюри вынесло решение в пользу Фалуэлла и присудило ему 150 000 долларов возмещения.
Флинт обратился в Федеральный апелляционный суд четвёртого округа, который оставил в силе решение суда первой инстанции, отклонив доводы Флинта о том, что стандарт злых намерений, сформулированный в деле New York Times Company v. Sullivan, применяется в случаях преднамеренного причинения эмоциональных страданий, когда истец являлся общественным деятелем, каким очевидно являлся Фалуэлл. Стандарт «Нью-Йорк Таймс» был слишком сильно сфокусирован на истине утверждений являющихся предметом рассмотрения; для Апелляционного суда четвёртого округа было достаточно, чтобы закон Вирджинии требовал от обвиняемого действовать преднамеренно. После того, как Федеральный апелляционный суд по четвёртому округу отказался пересматривать дело, Верховный суд США удовлетворил просьбу Флинта об этом.

## Позиция Верховного Суда США
«В основе первой поправки покоится фундаментальная важность свободного осознания идеи. Свобода самовыражения является не только аспектом индивидуальной свободы — и таким образом индивидуальным благом — но также играет важную роль в поисках правды и оздоровления общества в целом. Поэтому необходимо проявлять особую бдительность, для того чтобы гарантировать, что отдельные проявления выражения идей оставались свободными от санкций накладываемых правительством». Первая поправка предусматривает, что разного рода решительные политические дебаты, которые происходят в условиях демократии, будут иногда вызывать критику в отношении общественных деятелей, которые «тесно участвуя в решении важных общественных вопросов или, по причине своей славы, влияют на события в областях, представляющих интерес для общества в целом». В деле New York Times суд постановил, что Первая поправка даёт ораторам иммунитет от санкции в отношении их утверждений об общественных деятелях, если их утверждения не являлись ложными и не были сделаны со «злыми намерениями», то есть с осознанием их ложности или с безрассудным пренебрежением к правдивости высказывания. Хотя ложные утверждения не имеют неотъемлемой ценности, необходимое пространство (breathing space «пространство для дыхания»), которого требует свобода выражения для своего процветания, должно терпеть случайные ложные утверждения, во избежание невыносимого пугающего эффекта на свободу самовыражения, которая имеет конституционную ценность.
Разумеется, в других областях права конкретное намерение причинить эмоциональный вред не может быть подлежать защите. Но в отношении высказываний, касающихся общественных деятелей, наказание за намерение причинить эмоциональный вред, без того, чтобы высказывания, которыми был причинён вред, являлись бы ложными, повлекло бы для политических карикатуристов и других сатириков большие издержки. «Привлекательность политического рисунка или карикатуры часто основана на эксплуатации несчастных физических качеств или политически смущающих событий — эксплуатации, которая часто рассчитана, чтобы нанести вред чувствам предмета изображения». Это, безусловно, верно для рисунков Томаса Наста, который набросал Босса Твида на страницах Harper’s Weekly. С исторической точки зрения, политический дискурс был бы значительно беднее без таких рисунков.
Даже если бы рисунки Наста не были столь оскорбительными, Фалуэлл утверждал, что рекламная пародия «Хастлера» в этом случае была настолько «возмутительной», что она вышла за рамки защиты первой поправки. Но «возмутительный» является по существу субъективным термином, зависящий от персональных пристрастий присяжных, призванных разрешить дело. Такой стандарт «противоречит нашей давней позиции, выражающейся в отказе от возмещения ущерба, в связи с тем, что высказывания, о которых идёт речь, могут оказать неблагоприятное эмоциональное воздействие на аудиторию». До тех пор, пока высказывания не являются «непотребными» и, следовательно, не подлежащими защите первой поправкой, они должна подлежать стандарту злых намерений, когда речь идёт об общественных деятелях.
Очевидно, что Фалуэлл являлся общественным деятелем по смыслу Первой поправки к Конституции США. Поскольку окружной суд вынес решение в пользу Флинта по обвинению в клевете, не было никакого спора относительно того, можно ли понимать пародию как описание фактов о Фалуэлле или событиях, в которых он участвовал. Соответственно, поскольку пародия не делала ложных заявлений, которые, как предполагалось, были правдой, она не могла быть предметом ущерба в соответствии со стандартом дела «Нью-Йорк Таймс». Таким образом, Верховный суд пересмотрел решение Апелляционного суда четвёртого округа.

## Последствия
После выхода на экраны фильма «Народ против Ларри Флинта» Фалуэлл и Флинт начали встречаться лично, чтобы пересмотреть свои взгляды. Они выступали в колледжах, чтобы публично обсудить вопросы морали и Первую поправку, обменялись рождественскими и семейными фотографиями. После смерти Фалуэлла в 2007 году Флинт писал: «Конечный результат был тем, какого я никогда не ожидал … Мы подружились».